# Geschiedenis van de spelcomputer (tweede generatie)
Dit artikel behandelt de geschiedenis van de tweede generatie spelcomputers.

## De vroege 8 bit-thuiscomputers (1976-1984)
In de vroegste spelcomputers, werd de computercode voor een of meer spellen "hardcoded" in de microchips middels "discrete logic" waaraan nooit extra spellen konden worden toegevoegd. Medio de jaren 1970 werden de videospelletjes vastgelegd op cartridges. De programma's werden gebrand op ROM-chips die in een plastic cartridge-omhulsel waren bevestigd en in de hiervoor aanwezige groeven van een spelcomputer konden worden gestoken. Als de cartridges op de (spel)computer zijn bevestigd dan lazen de microprocessors het cartridgegeheugen en voerden het programma uit dat daarin was opgeslagen. Niet langer beperkt tot de in de computer gebrande spellen konden consumenten nu een bibliotheek van spelcartridges vergaren.
De Fairchild VCS ("VCS" is een afkorting voor "Video Computer System") was de eerste op cartridges gebaseerde spelcomputer ter wereld en werd door Fairchild Semiconductor gelanceerd in Augustus 1976. Toen Atari hun versie van de VCS het daaropvolgende jaar lanceerde, doopte Fairchild het snel om tot Fairchild Channel F.
In 1977 introduceerde Atari zijn versie van een op cartridges gebaseerde spelcomputer, die later werd omgedoopt tot Atari 2600. Er werden negen spellen ontworpen en geïntroduceerd tijdens de kerstperiode. Het zou spoedig de meest populaire spelcomputer worden van zijn generatie.
In 1978 introduceerde Magnavox haar versie van een cartridge gebaseerde spelcomputer, de Odyssey 2 in de Verenigde Staten en Canada. Philips Electronics lanceerde dezelfde spelcomputer onder de naam Philips Videopac G7000 in vele Europese landen. Hoewel het nooit dezelfde populariteit als de Atari wist te bereiken slaagde men er toch in, tot in 1983, enkele miljoenen exemplaren te verkopen.
Activision werd in 1979 opgericht door ontevreden oud-Atari-programmeurs en zou de eerste externe ontwikkelaar (third-party developer) van computerspellen worden. In de jaren daarna zouden vele nieuwe ontwikkelaars in hun kielzog volgen.
De volgende belangrijkste toetreder op de markt van spelcomputers was Intellivision, een spelcomputer geïntroduceerd door Mattel in 1980. Niettemin, chronologisch gezien maakt het deel uit van wat met het "8 bits tijdperk" wordt aangeduid, de Intellivision had een unieke processor met een 10 bits-instructieset (waardoor er sprake was van meer instructievariatie en een hogere potentiële snelheid) en een 16 bitsregister. Het systeem, dat grafisch superieur was aan de oudere Atari 2600, schoot omhoog in populariteit.
Uniek onder thuiscomputers uit die tijd was de Vectrex, de enige met vectorgraphics.
In 1982 werd de Colecovision geïntroduceerd, een nog krachtigere machine. De verkoop liep in eerste instantie dan ook voorspoedig maar de aanwezigheid van drie andere belangrijke spelcomputers in de markt en een stortvloed aan spellen van slechte kwaliteit die de consumentenmarkt overspoelde deed de interesse van de consument in computerspellen sterk afnemen. Binnen een jaar zou deze overbevolkte markt dan ook ineenstorten.
De populariteit van de vroege spelcomputers werd sterk beïnvloed door conversies van populaire spellen uit de speelhal. De 2600 was het eerst met Space Invaders en de Colecovision had Donkey Kong.
De vroege cartridges van de Atari 2600 hadden een grootte van 2KB, de Intellivision cartridges een grootte van 4K. Deze bovengrens groeide echter gestaag tussen 1978 en 1983, tot 16KB voor de Atari 2600 en de Intellivision en 32KB voor de Colecovision. Bank switching is een techniek die twee verschillende delen van een programma toestond om dezelfde geheugenadressen te gebruiken en een vereiste was voor de grotere cartridges om te werken.
De in spelcomputers aanwezige hoeveelheid RAM-geheugen had een uiterst beperkte omvang, wat destijds werd veroorzaakt door de hoge prijzen die voor RAM-geheugen moesten worden betaald. De capaciteit was vaak minder dan een kilobyte. Hoewel de bovengrens van de omvang van het cartridgegeheugen gestaag toenam maakte de begrenzing van het RAM-geheugen deel uit van de spelcomputer zelf en alle spellen binnen die beperkingen moesten werken.

## Noord-Amerikaanse videospelrecessie
Tegen 1982 begon een stortvloed aan spellen, ontwikkeld door nieuwe externe ontwikkelaars die minder goed voorbereid waren dan Activision, op de markt te verschijnen en deed de schapruimte in (speelgoed)winkels overlopen. Voor een deel te wijten aan dit overaanbod en de hiermee gepaard gaande overbevoorrading van winkels, crashte de computerspelindustrie. De crash begon rond kerstmis 1982 en strekte zich verder uit over geheel 1983. Pas bij lancering van Nintendo Entertainment System kreeg de spelcomputer een nieuwe kans, maar de ontwikkelmarkt was daarbij ook verschoven naar Japan.

## De eerste handzame spelcomputers
De eerste handzame spelcomputer met verwisselbare cartriges was de door Smith Engineering ontwikkelde Microvision en werd verkocht door (bord)spelfabrikant Milton-Bradley (MB) in 1979. Verlamd door een klein, fragiel lcd-scherm en een zeer beperkte beschikbaarheid aan spellen werd de productie twee jaar later beëindigd.
In Japan werd in 1984 de Epoch Game Pocket Computer gelanceerd en beschikte over een lcd-scherm met een resolutie van 75x64 en kon graphics weergeven die kwalitatief gelijkwaardig waren aan de eerste Atari 2600-spellen. Desondanks verkocht het systeem maar mondjesmaat en werden er uiteindelijk slechts vijf spellen voor ontwikkeld. Waarschijnlijk te wijten aan de mislukte marktintroductie in Japan werd het systeem nooit buiten Japan uitgebracht.

## De tweede generatie spelcomputers (galerij)

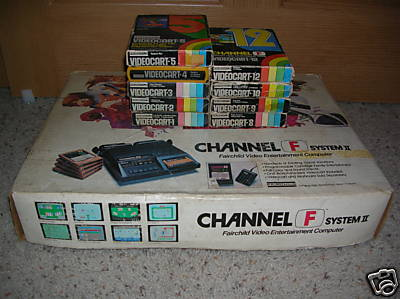
Fairchild Channel F (1976)
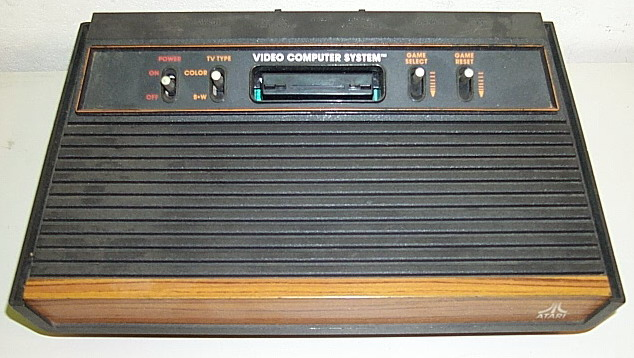
Atari 2600 (1977)
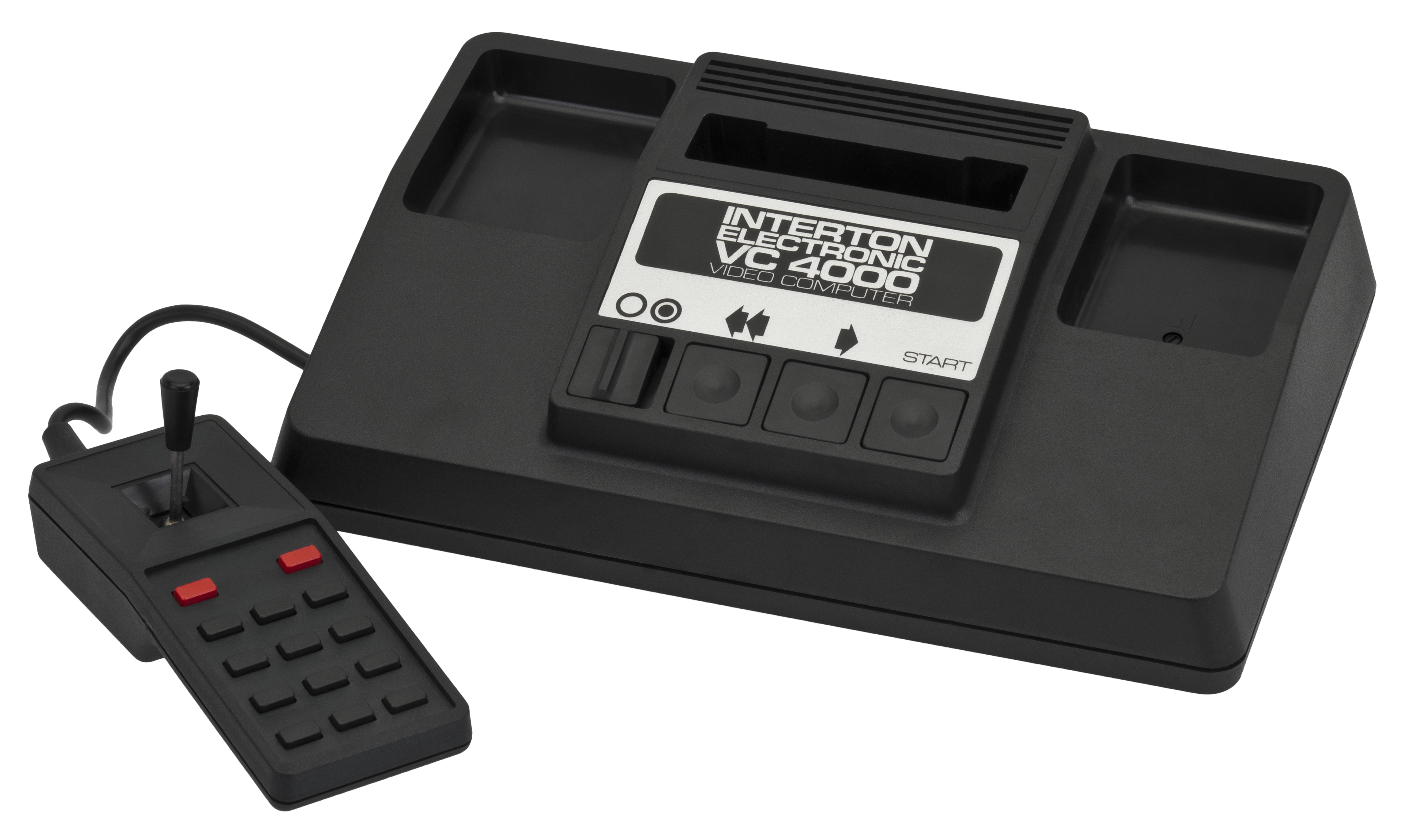
Interton VC4000 (1978)
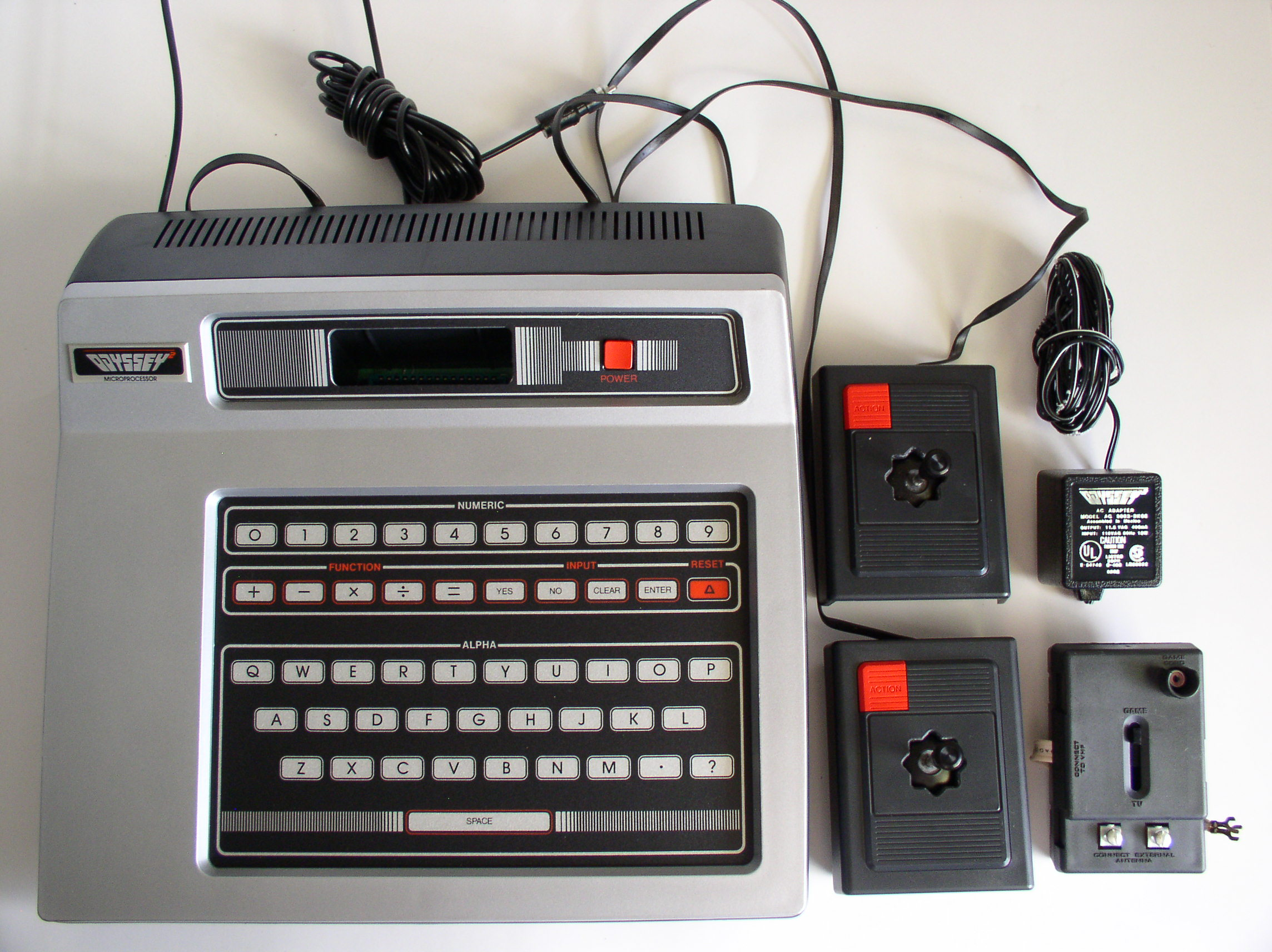
Videopac G7000 (1978)
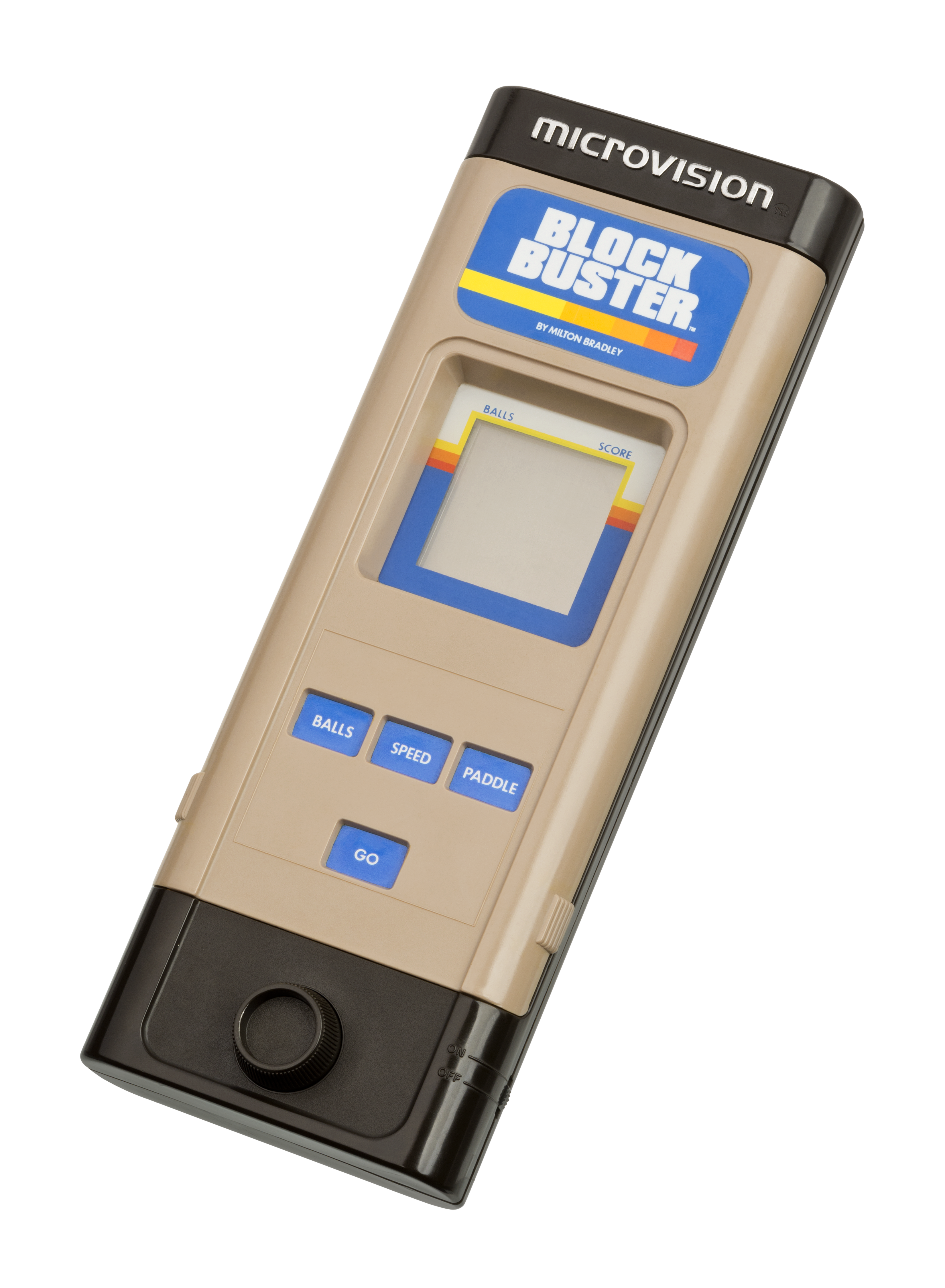
Microvision (1979)
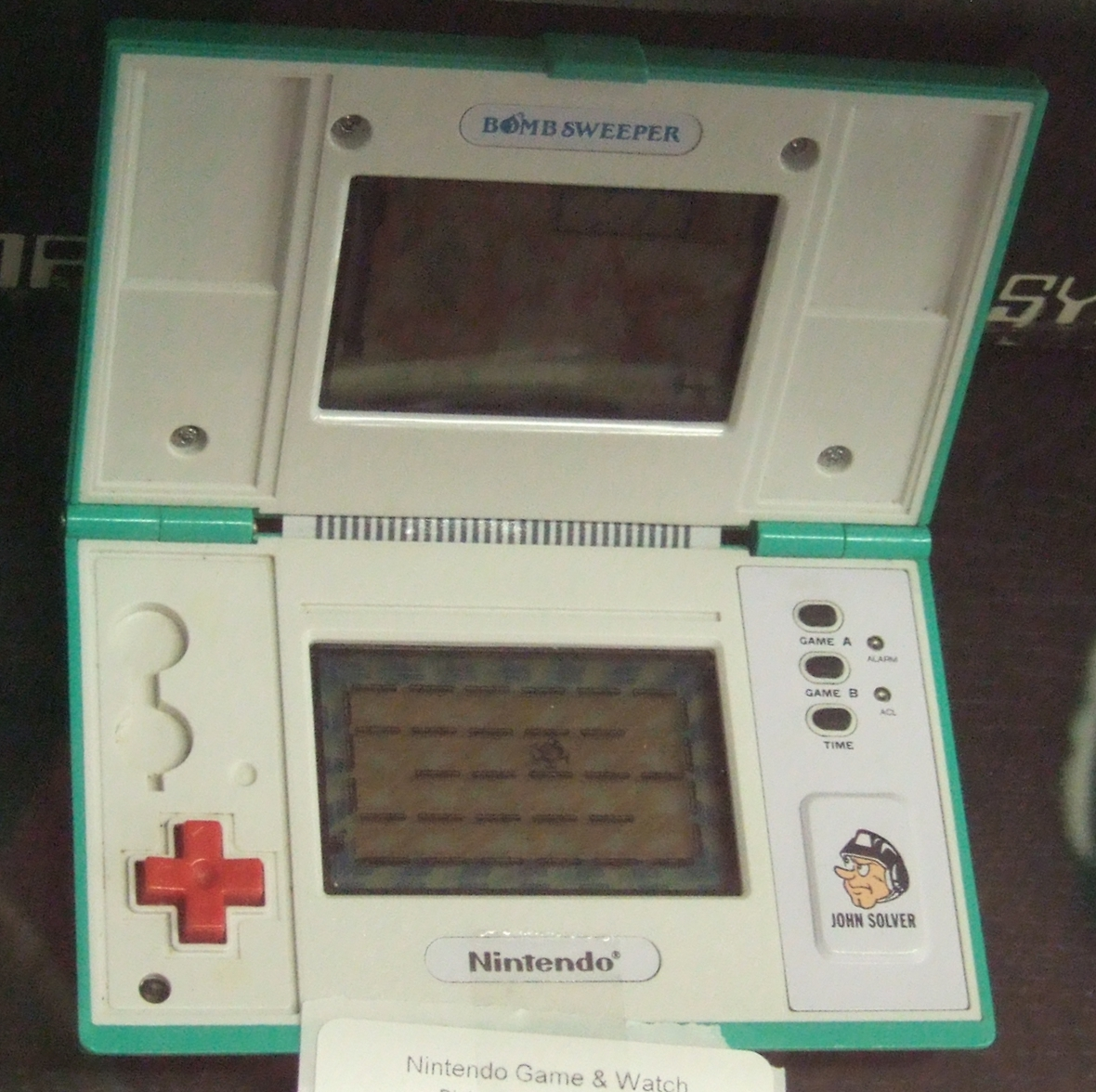
Game & Watch (1980)
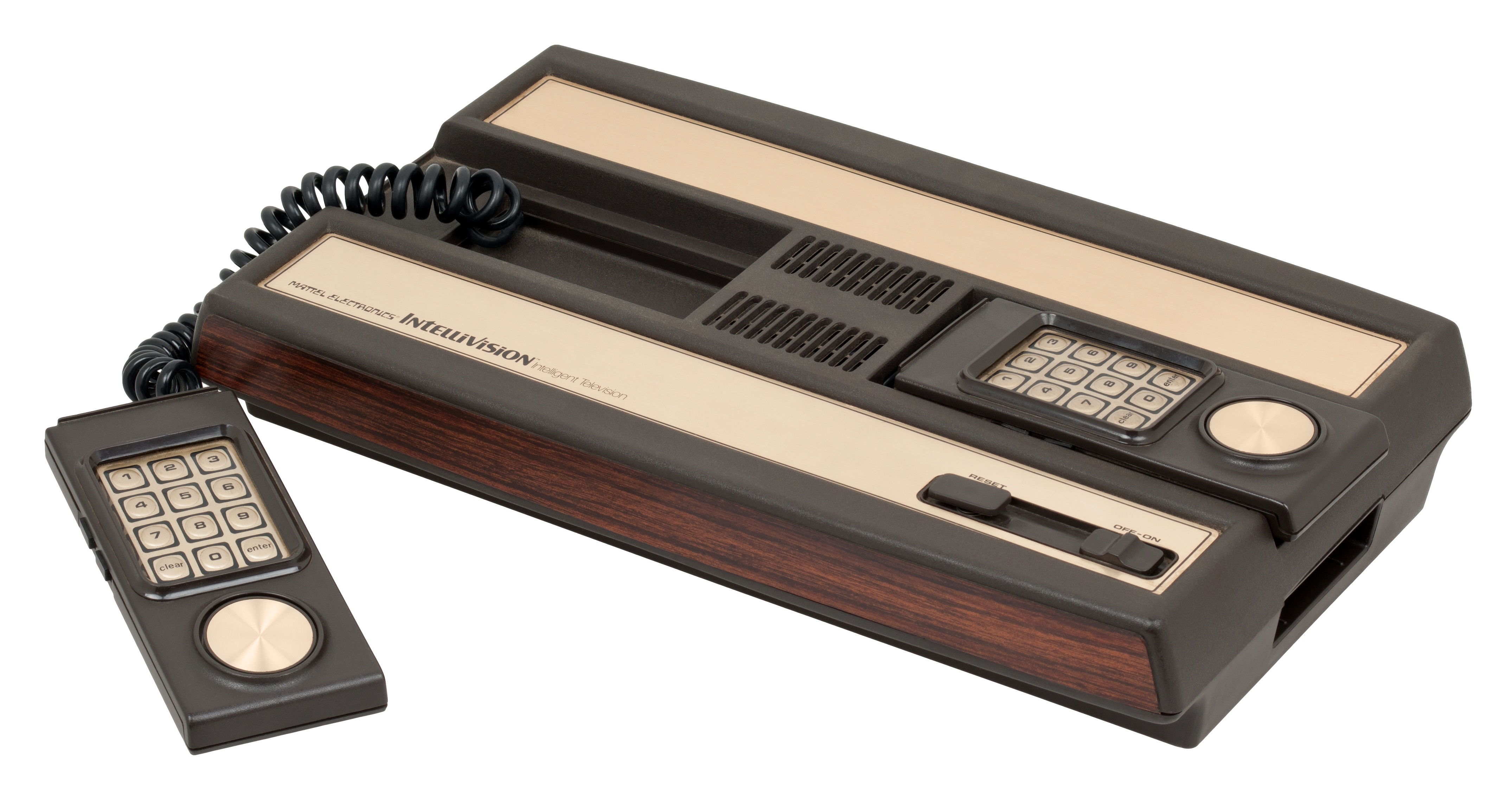
Intellivision (1980)
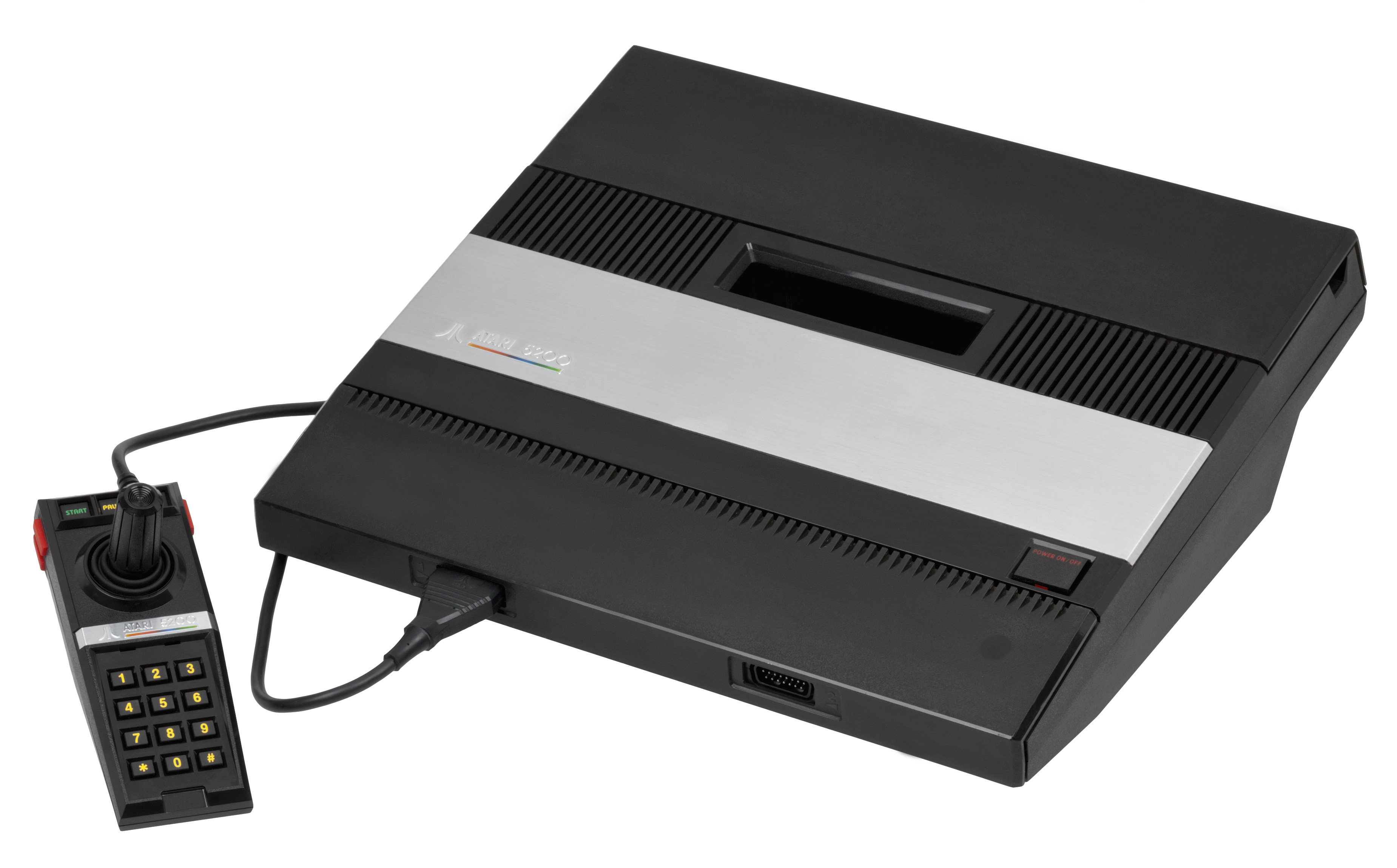
Atari 5200 (1982)
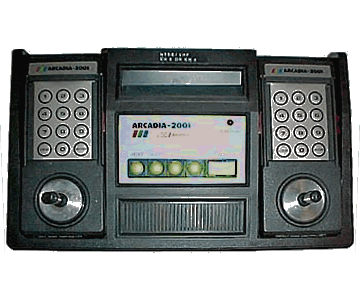
Arcadia 2001 (1982)
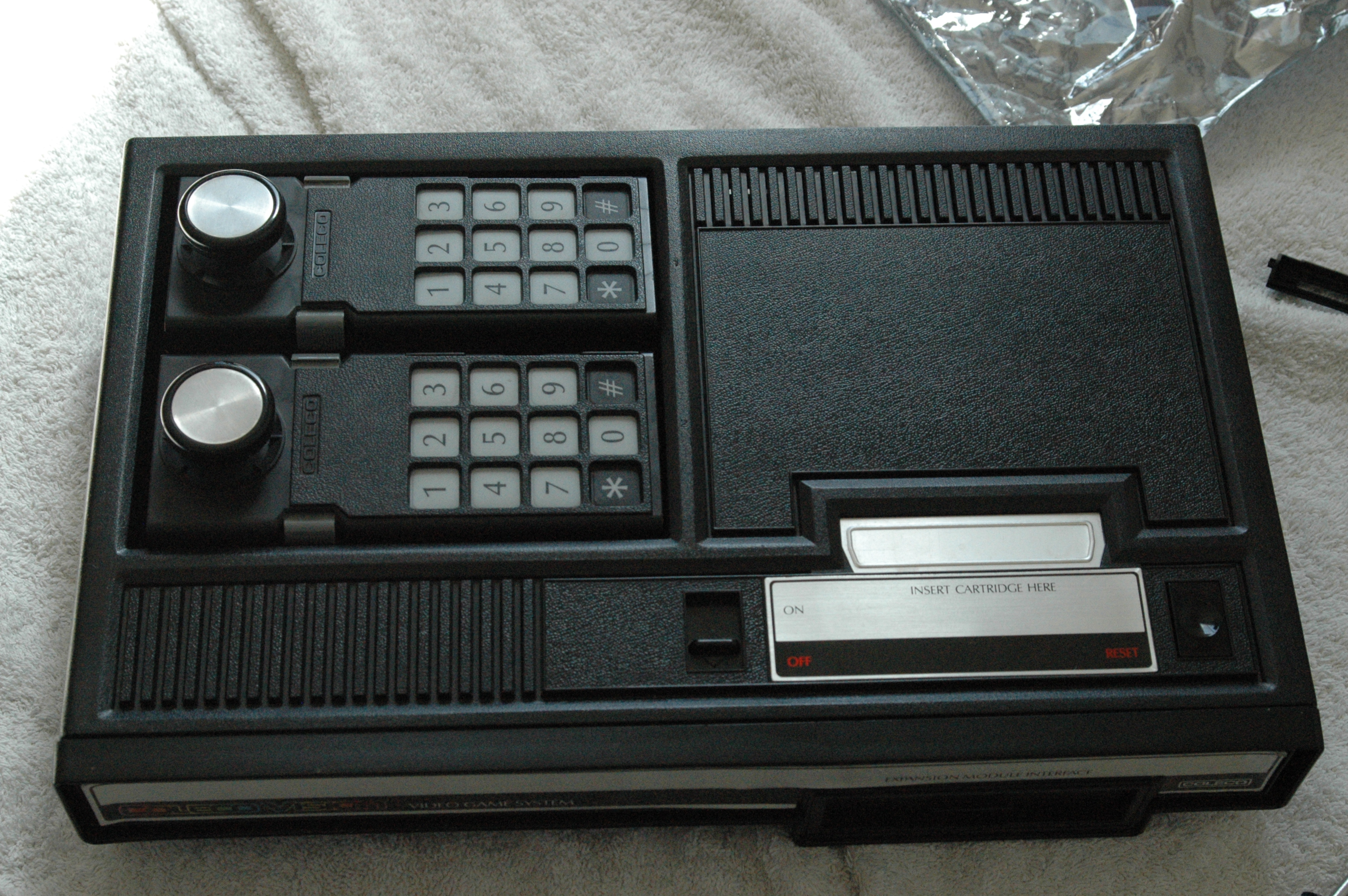
ColecoVision (1982)